# 皮特倫

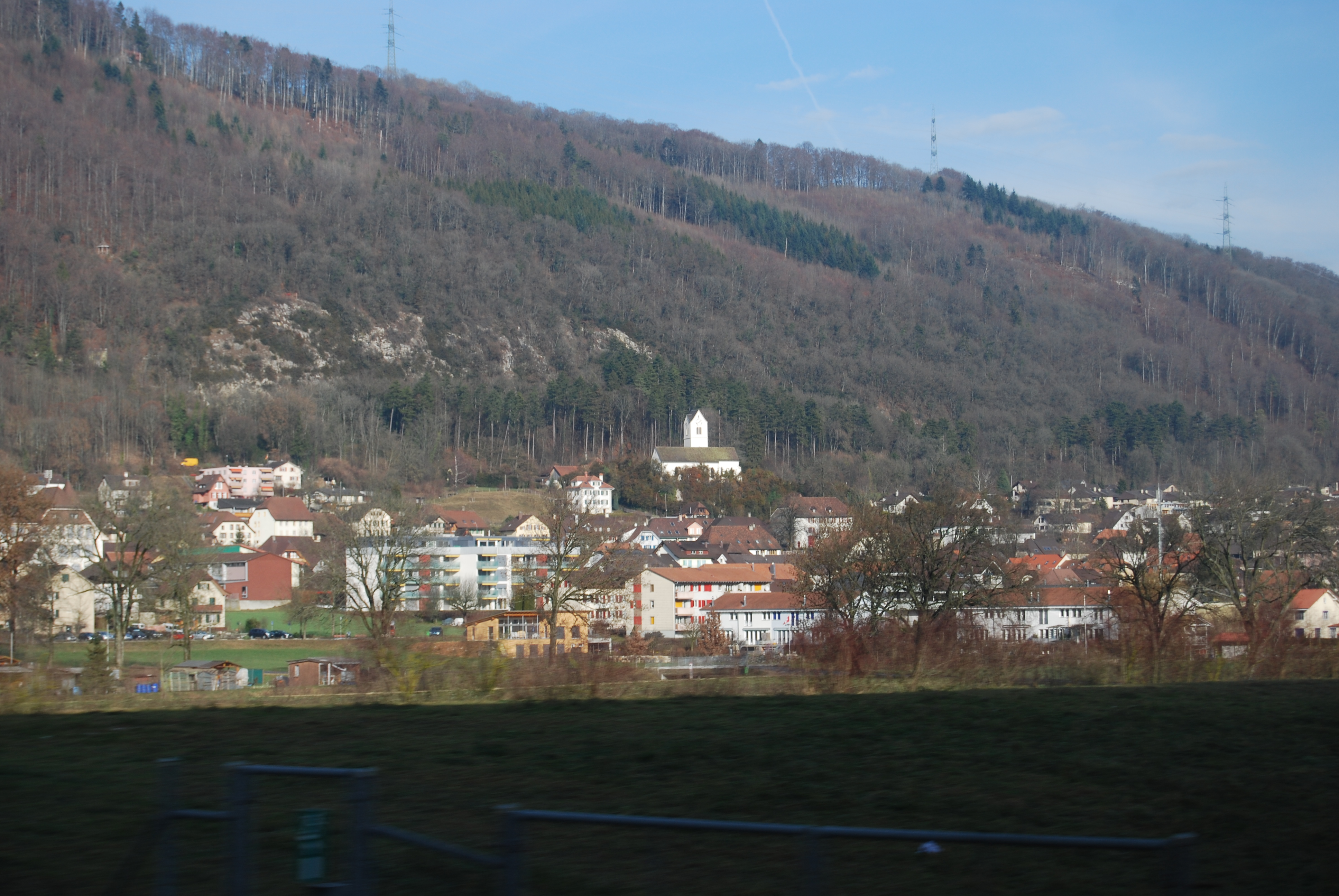

皮特倫（德语：Pieterlen；法语：Perles）是瑞士的城鎮，位於該國中西部，由伯恩州負責管轄，面積8.32平方公里，海拔高度436米，2011年人口3,688，五成半人口信奉基督教，人口密度每平方公里443人。

## 外部連結
- Vereinigung für Heimatpflege Büren （页面存档备份，存于） many publications about Pieterlen and the Büren district （德文）